# Ptyonocera
Ptyonocera is een geslacht van vlinders van de familie snuitmotten (Pyralidae), uit de onderfamilie Phycitinae.

## Soorten
- P. atrifusella Hampson, 1901
- P. proteroleuca Meyrick, 1937